# Araneus quadratus
La araña de cuatro puntos (Araneus quadratus) es una especie de araña araneomorfa de la familia Araneidae.

## Descripción
Su característica principal son sus cuatro manchas blancas sobre el abdomen.

## Subespecies
Se reconocen las siguientes subespecies:
- Araneus quadratus minimus (Gétaz, 1889)
- Araneus quadratus quadratus Clerck, 1757
- Araneus quadratus subviridis (Franganillo, 1913)

## Distribución
Se distribuye por Europa y Asia central.